# 몬스터 헌터 프론티어 온라인
《몬스터 헌터 프론티어》(Monster Hunter Frontier)는 캡콤에 의해 개발된 몬스터 헌터 시리즈를 PC에서 플레이할 수 있게 개발한 것이다.
대한민국에는 한게임을 통해서 서비스된 적이 있으며, 이름은 "몬스터 헌터 프론티어 온라인"이다.
현재는 한국에서의 서비스를 종료한 상태다.

## 역사
- 2008년 4월 1일 '몬스터헌터 프론티어 온라인' 퍼블리싱 계약 체결
- 2008년 6월 26일 1차 클로즈 베타 테스트 실시(~29)
- 2008년 7월 10일 2차 클로즈 베타 테스트 실시(~13)
- 2008년 8월 1일 파이널 테스트 시작(~03)
- 2008년 8월 7일 오픈 베타 테스트 실시
- 2008년 9월 9일 1.0 패치와 함께 정식 서비스 시작
- 2008년 10월 23일 1.5 패치 후 유료화
- 2008년 12월 1일 패키지 아이템 판매
- 2008년 12월 18일 2.0 패치
- 2009년 2월 12일 2차 오픈 베타 테스트 실시 (서버 모든 컨텐츠 무료화)
- 2009년 6월 2일 4.0 테스트서버 오픈
- 2009년 6월 25일 4.5 통합 업데이트 (부분유료화 엑스트라,프리미엄,헌터상점)
- 2011년 5월 28일 몬스터헌터 서비스 종료 사전 안내
- 2011년 6월 2일 헌터상점 이용 불가
- 2011년 8월 31일 '몬스터헌터 프론티어 온라인' 국내 서비스 종료
- 2012년 9월 3일 '몬스터헌터 프론티어 온라인' 대만 서비스 종료